# جيك ويبر
جيك ويبر (بالإنجليزية: Jake Weber)‏ (و. 1964 – م) هو ممثل، من المملكة المتحدة، ولد في لندن.

## التعليم
تعلم في مدرسة جوليارد، وكلية ميدلبوري.

## وصلات خارجية
- جيك ويبر على موقع IMDb (الإنجليزية)
- جيك ويبر على موقع روتن توميتوز (الإنجليزية)
- جيك ويبر على موقع قاعدة بيانات الأفلام العربية
- جيك ويبر على موقع ألو سيني (الفرنسية)
- جيك ويبر على موقع ميوزك برينز (الإنجليزية)
- جيك ويبر على موقع أول موفي (الإنجليزية)
- جيك ويبر على موقع قاعدة بيانات الأفلام السويدية (السويدية)
- جيك ويبر على موقع إن إن دي بي (الإنجليزية)
- جيك ويبر على موقع قاعدة بيانات الفيلم (الإنجليزية)
- جيك ويبر على موقع كينوبويسك (الروسية)